# Список заслуженных артистов Литовской ССР
Список заслуженных артистов Литовской ССР
Ниже приведён список заслуженных артистов Литовской ССР по годам присвоения звания.

## 1940-е

### 1948
- Купстас, Александр Иосифович (1898—1964), актёр театра, режиссёр
- Мильтинис, Юозас (1907—1994), актёр театра и кино, режиссёр

## 1950-е

### 1954
- Баужинскас, Альфонсас Гаспаро (1908—?), валторнист[1]
- Зулонас, Пятрас Йонович (1910—1982), актёр[2]
- Илене, Ирена (род. 1923), певица
- Кончюс, Антонас Юозович (1891—1976), трубач[3]
- Сурвила, Людас (Людвикас) Иозо (1916—?), флейтист[4]

### 1955
- Жилюс, Витас Юозо (1911—1961), фаготист[5]

### 1956
- Петраускас, Юргис (1886—1977), актёр театра и кино[6]

### 1957
- Альтерман, Исай Моисеевич (1910—1985), дирижёр

## 1960-е

### 1960
- Шулгайте, Эугения Клеменсовна (1923—2014), актриса театра и кино

### 1962
- Манжух, Иосиф Моисеевич (1924—2018), военный дирижёр

### 1964
- Эдвардас Стасевич Канява (род. 1937), оперный певец (баритон)
- Виргилиус-Кястутис Леоно Норейка (1935—2018), оперный певец (тенор)[7]

### 1965
- Вацловас Винцович Даунорас (1937—2020), певец (бас)[8]

## 1970-е

### 1970
- Амбразайтите, Ниёле (1939—2016), оперная певица
- Алекса, Йонас (1939—2005), симфонический, оперный, хоровой дирижёр

### 1973
- Адомайтис, Регимантас Войтек (1937—2022), актёр театра и кино (впоследствии народный артист СССР)[9]
- Браткаускас, Балис Альфонсович (1923—1983), актёр театра и кино[10]
- Норейка, Лаймонас Леоно (1926—2007), актёр театра и кино[11]

### 1974
- Куприс, Винцентас[лит.] (1937—2022), оперный певец (бас)[12]
- Масюлис, Альгимантас Ионович (1931—2008), актёр театра и кино[13]
- Сланкаускас, Юозас Викторо (род. 1932), фаготист[14]

### 1975
- Скрипкаускас, Витаутас Стасис (род. 1927), кларнетист[14]
- Шурна, Антанас (1940—2014), актёр театра и кино
- Дварионайте, Маргарита (1928—2008), симфонический дирижёр

### 1976
- Бразаускас, Эдуардас Стасио (1922—1996), валторнист и дирижёр[15]
- Венскунас, Альгирдас (1934—2003), актёр
- Ефремов, Владимир Иванович (1942—2009), театральный деятель.
- Паукште, Витаутас Ионович (1932—2022), актёр

### 1977
- Алмонайтите, Бируте (1934—2004), оперная певица.

### 1978
- Плешките, Эугения Юозовна (1938—2012), актриса театра и кино

### 1979
- Нийоле Лепешкайте (род. 1947), актриса театра и кино

## 1980-е

### 1980
- Видугирите, Дануте (1943—2004), актриса

### 1981
- Врубляускас, Альгирдас (1931—2010), актёр

### 1982
- Бружас, Альгимантас (род. 1932), актёр
- Томкус, Витаутас Ромуальдас (1940—2022), актёр

### 1985
- Визгирда, Альгирдас Юозапо (род. 1944), флейтист[16]
- Григорян, Гегам Миронович (род. 1951), оперный певец
- Куськин, Эдуард Самуилович (род. 1947), трубач[17]
- Леонавичюте-Браткаускене, Ирена (1930—2011), актриса
- Ожелите, Нийоле (род. 1954), актриса
- Рачкаускас, Альфредас Юляус (род. 1939), валторнист[18]

### 1986
- Владимиров, Леонид Михайлович (1937—2014), актёр

### 1987
- Смолскус, Антанас (род. 1954), кларнетист и бирбинист[19]
- Ринкявичюс, Гинтарас (род. 1960), дирижёр Государственного филармонического оркестра Литовской ССР[20]

### 1989
- Юозапенайте-Ээсмаа, Александра (род. 1943), пианистка
- Дапкунайте, Ингеборга (род. 1963), советская и литовская актриса театра и кино[источник не указан 1147 дней]